# Cycais cylindrata
Cycais cylindrata är en spindelart som beskrevs av Tord Tamerlan Teodor Thorell 1877. Cycais cylindrata ingår i släktet Cycais och familjen flinkspindlar.
Artens utbredningsområde är Sulawesi. Inga underarter finns listade i Catalogue of Life.